# 乗馬

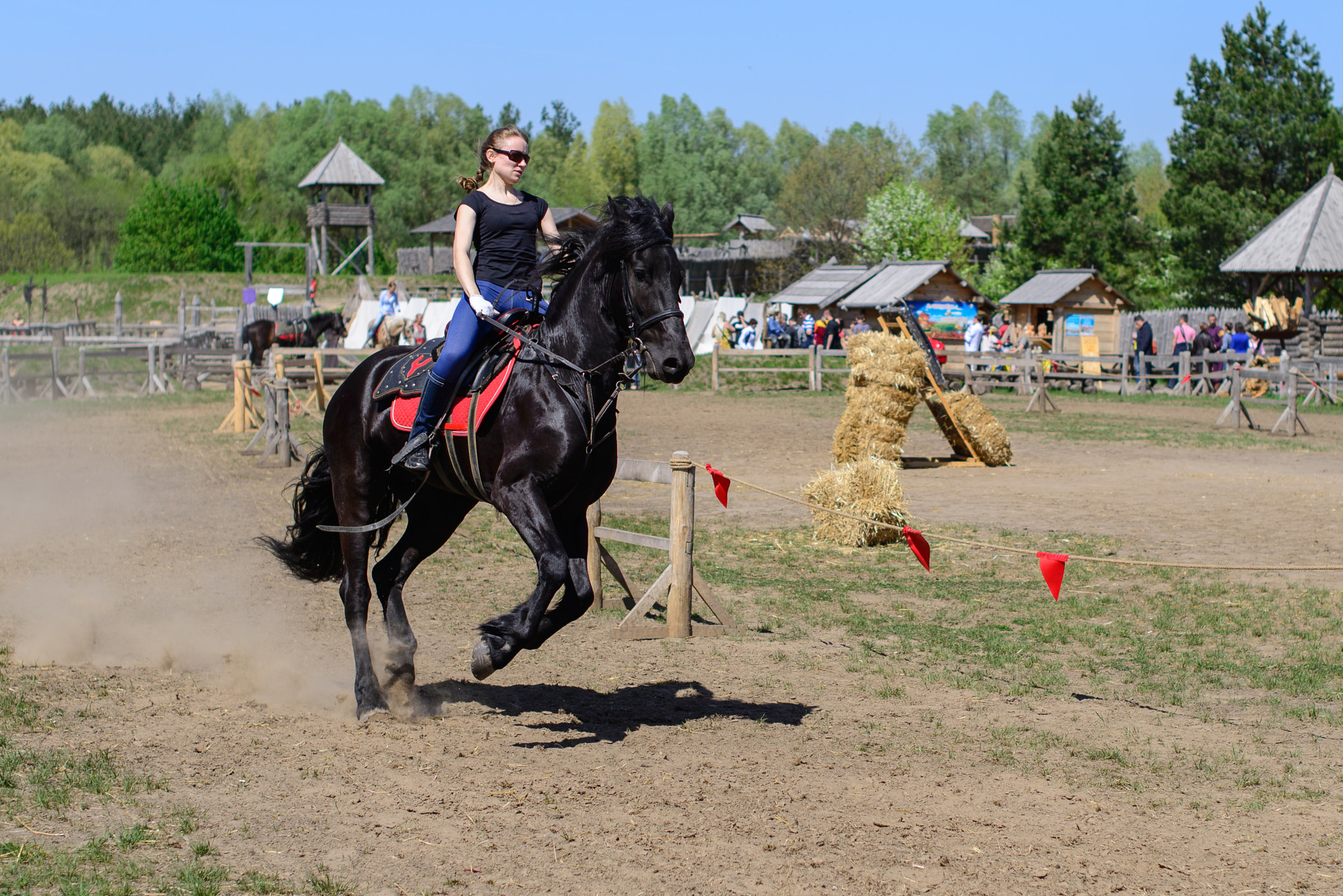
馬に乗る現代女性

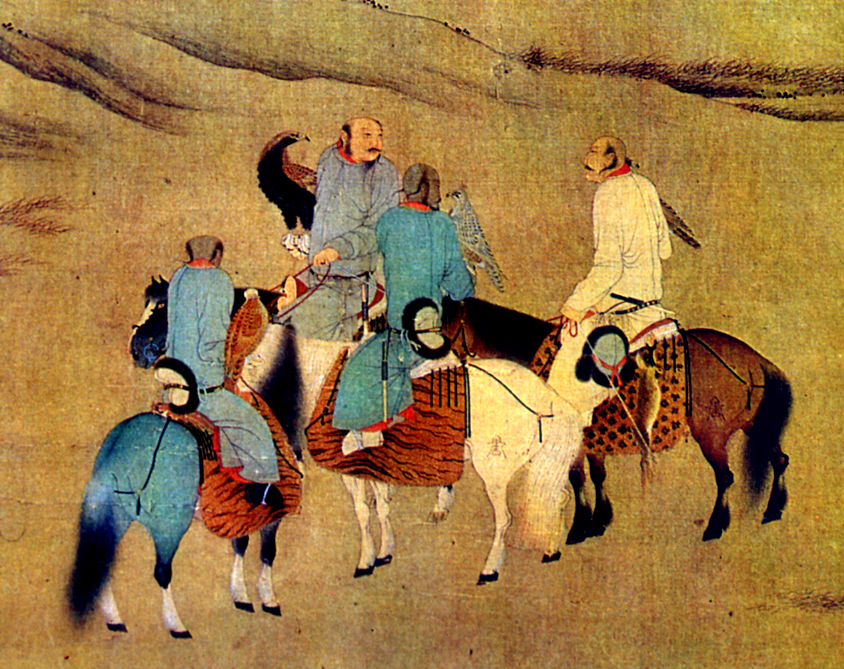
馬にのるモンゴルの狩人たち。

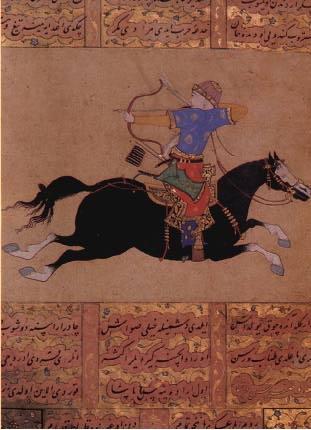
オスマン帝国の、馬に乗りつつ弓をひく人

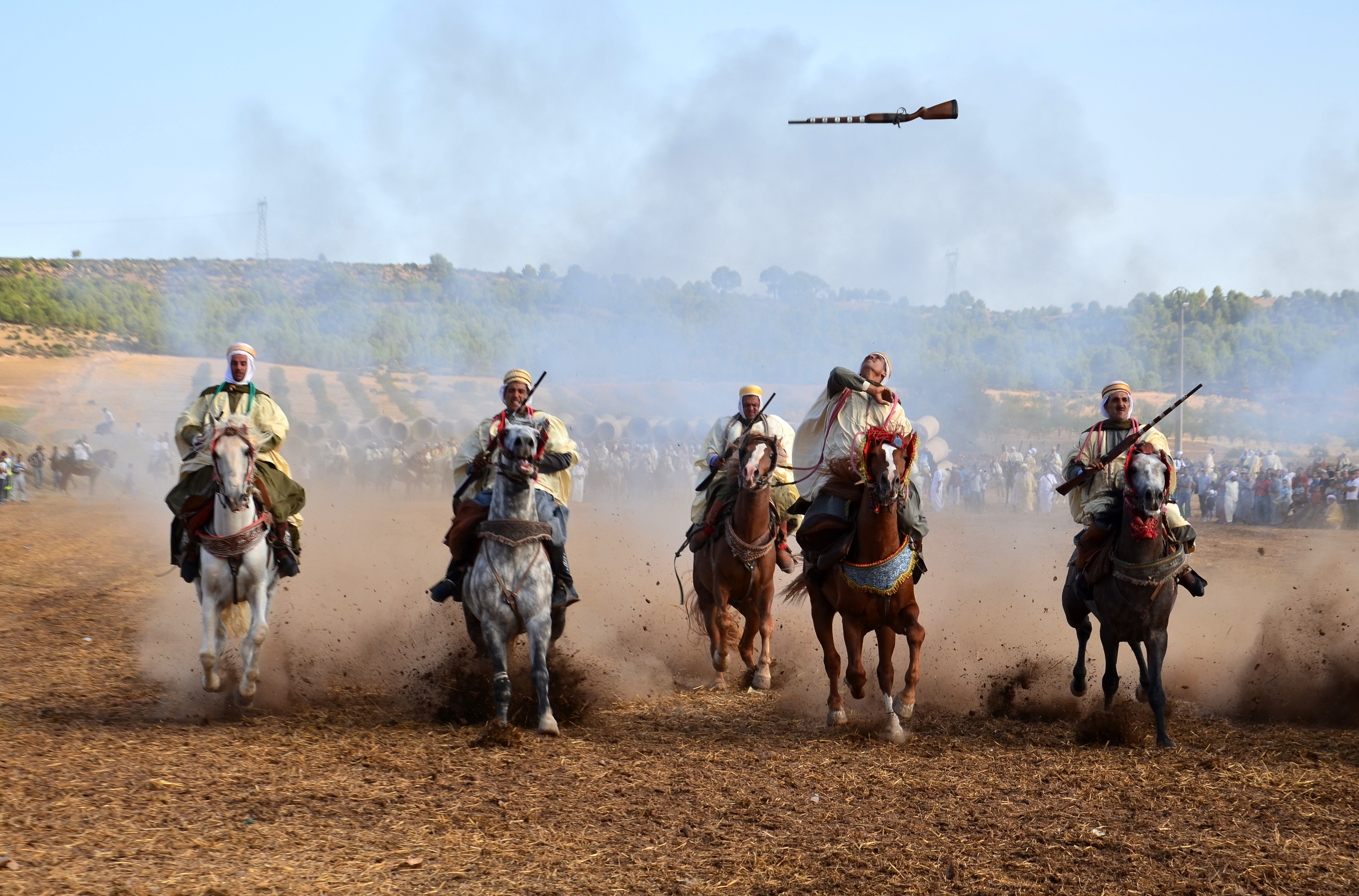
アルジェリア、シディ・ベル・アッベス県、:en:Teniraで馬に乗って行う競技をする人々。このTeniraという場所は馬に乗って行う競技がさかんな土地である。

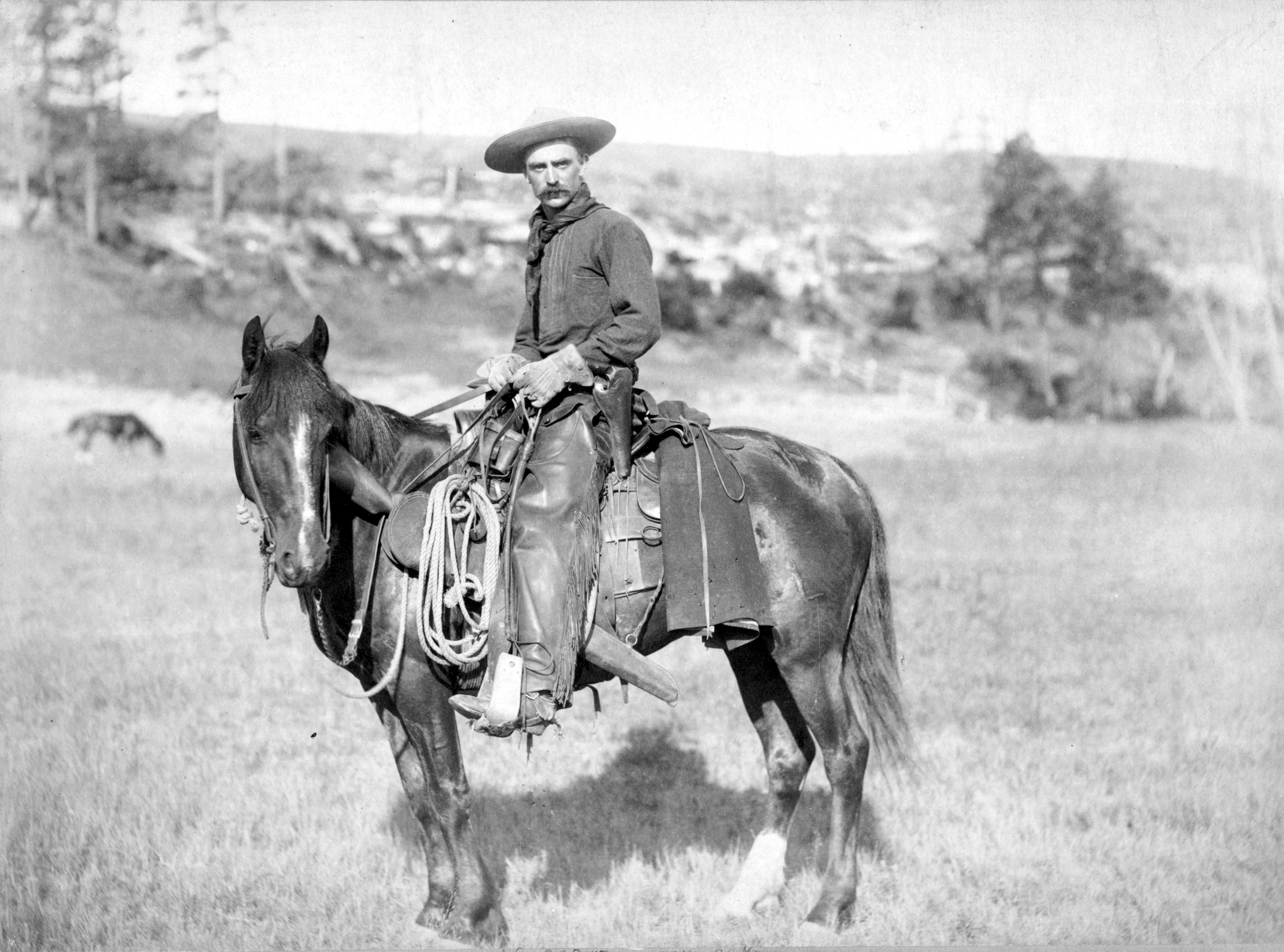
馬に乗るカウボーイ（1887年）

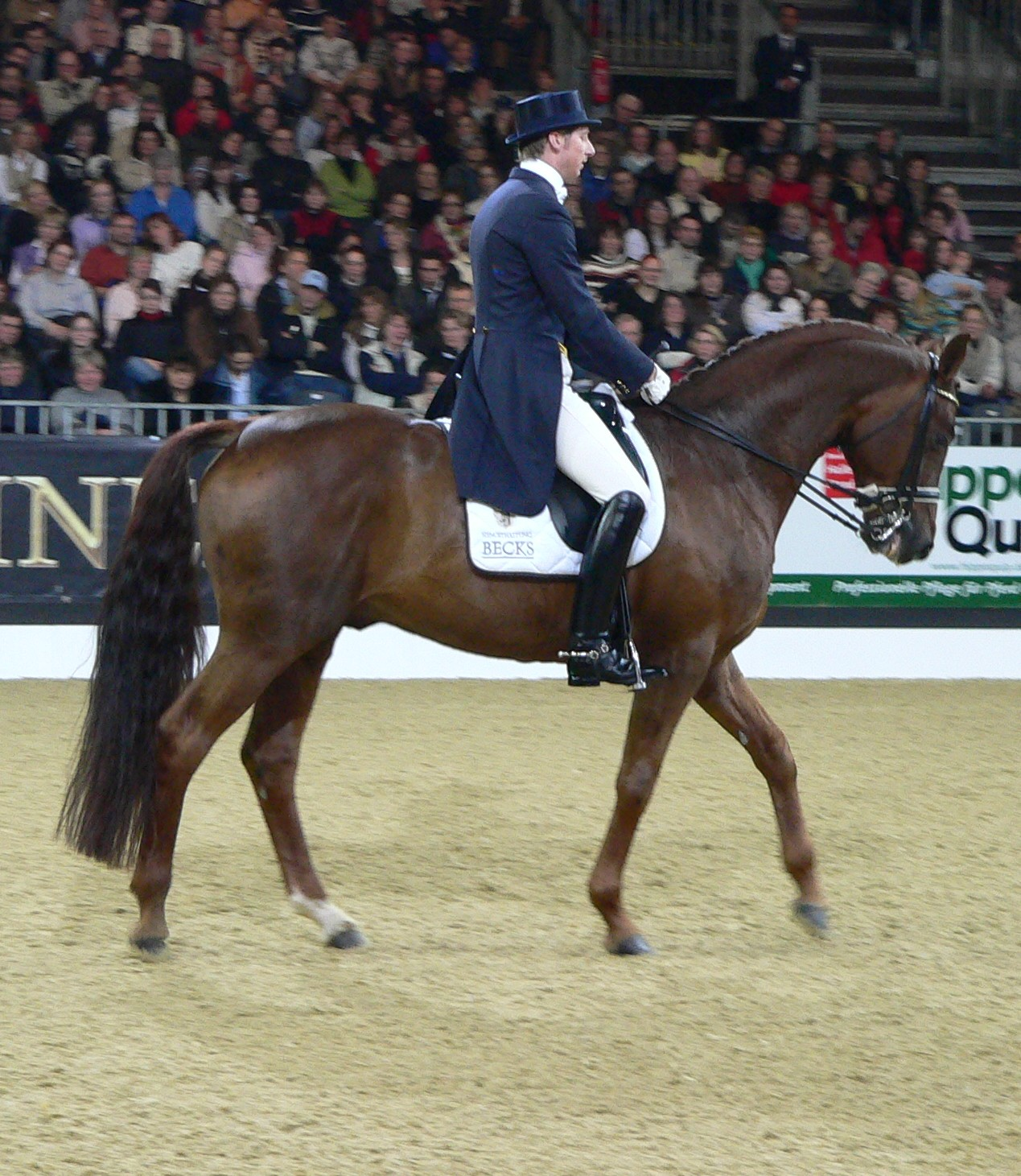
「馬場馬術」という競技で馬に乗る人（現代）

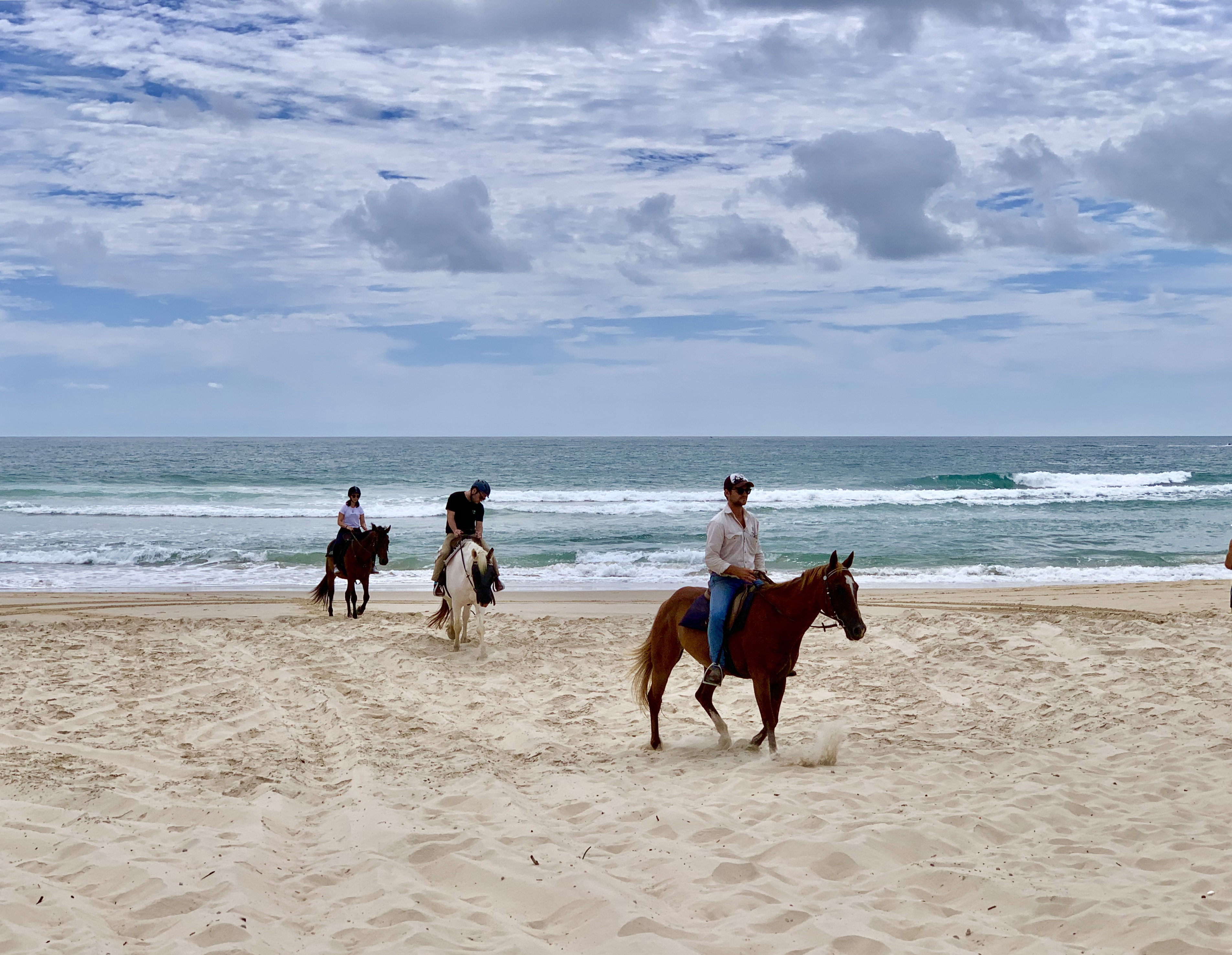
レクリエーションとして海岸の砂浜で乗馬をする現代人。馬に乗って草原や森などを散歩するツアーもさかんに行われている。

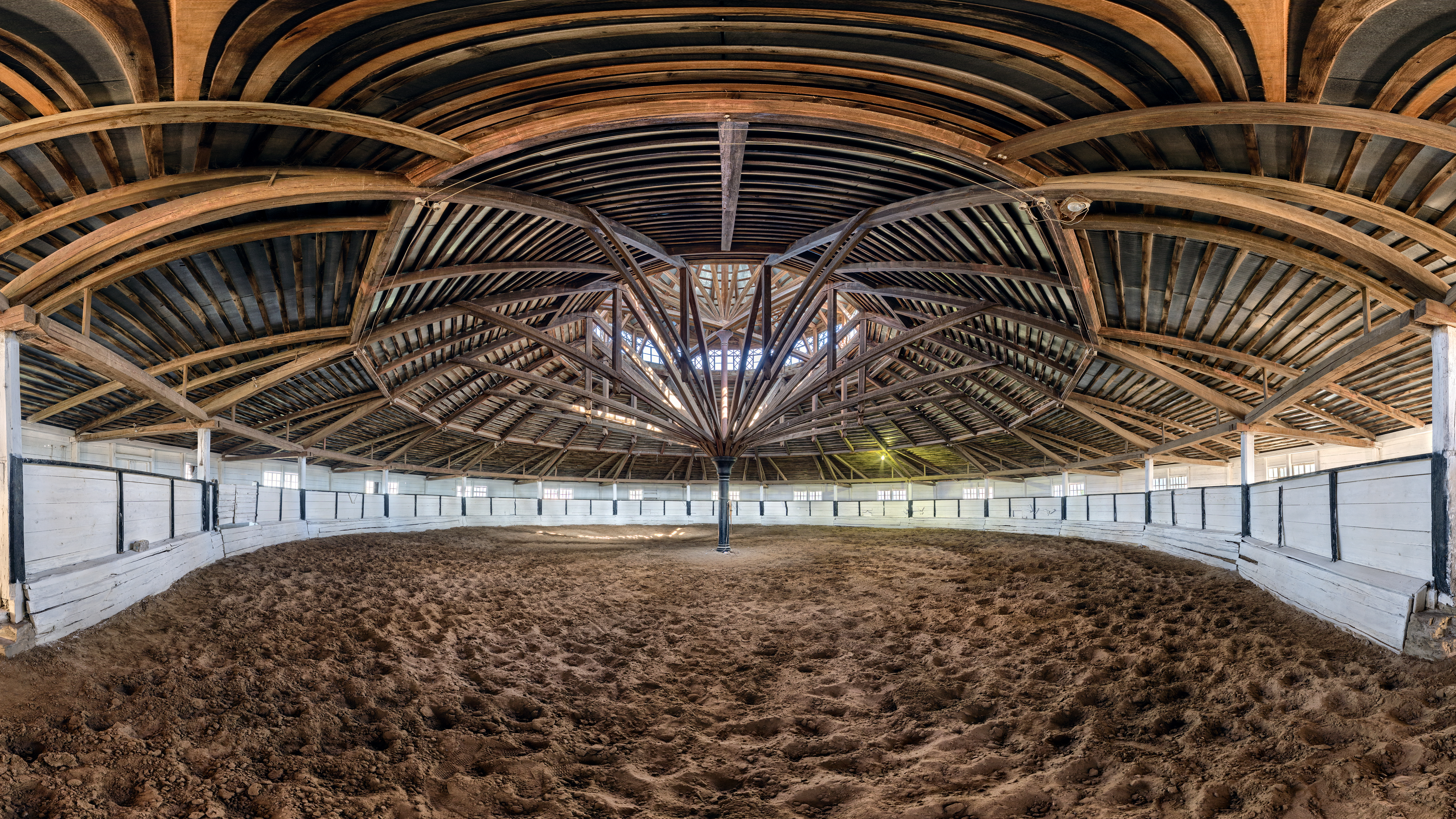
ウクライナの乗馬施設

乗馬（じょうば、イギリス英語:horse riding、アメリカ英語:horseback riding）とは、馬に乗ること。馬に乗るという行為全般。あるいは、そのための馬、つまり乗用馬。この場合は乗馬をのりうまと読む。
移動のため、戦争のため、狩りのため、牧畜のため、気晴らしのため、競技をするためなど、様々な目的のために人々は馬に乗るという行為を行ってきたし、行っている。本記事では馬に乗るという行為を主に解説し、乗るための馬、つまり乗用馬については末尾で解説する。

## 概要
人類がどれくらい昔から馬に乗るようになったのかということは正確には知られていない。紀元前4500年ころには馬に乗るようになっていただろう、ともされている。
人が馬に乗るようになる前に野生の馬（野生馬）がいて、人類の一部に、野生動物の一部を飼いならす集団が現れて、その飼いならすさまざまな動物の中に馬も加えられるようになり、馬の家畜化が起きた。馬も他の家畜とともにさまざまに活用されるようになったが、こうした馬の利用が始まってからかなりの年月を経てから「馬の背に乗る」という行為を始めた、と考えられている。
遊牧民の中に馬にさかんに乗るようになった人々がいる。「遊牧」というのは、何らかの動物を自分の所有物のように扱った上で、一か所に定住しないで、その動物の群れが必要とする水や新たな草を求めて、動物とともに移動する生活を行うことである。遊牧は人が歩いて行うこともでき、世界各地に人の脚だけで遊牧を行っている民族がいる。だが、馬に乗って行うと家畜の群れを統率しやすいし、牧草地から牧草地へと数十km、数百km...と移動してゆくのが人が脚で歩いて移動するよりもはるかに楽である。道も無いような場所の移動を続けなければならないわけだが、馬に乗れば天幕などの荷物を乗せて移動してゆくこともでき、人が荷物を背負う必要も無くなる。
たとえば紀元前9世紀（あるいは8世紀）ころからスキタイは、馬に乗りつつ遊牧し、中央アジア（や現在のロシア南部やウクライナあたり）の地域で各地を移動する生活をしつつ、帝国を築いていった。馬に乗って遊牧する民族を「遊牧騎馬民族」という。モンゴル人も遊牧を行っていたわけだが、やはりかなり古い段階で馬に乗るということを始めた、と考えられている（モンゴルでの馬利用の文化についてはen:Horse culture in Mongoliaという記事もある）。19世紀ころからは米国のカウボーイも馬を乗りこなしており、アルゼンチンやオーストラリアのカウボーイも同様である。
戦争はもともと馬に乗らずに、つまり戦士（兵士）などが足を地につけた状態で行うものであったが、紀元前8世紀以降あたりから戦争の時に馬に乗ることが行われるようになった。戦争時に馬に乗ることは紀元前8世紀以前は、ほぼ行われていなかった、とさまざまな証拠を用いて指摘している研究者もいる。
馬に乗った人は、馬に乗っていない人よりも位置が高くなり、周囲を見下ろすような形になり、周囲の状況、位置関係を把握しやすく、特に槍を用いると、剣しか持たない歩兵との空間的距離を保ってその剣が届かないようにして自身の身を護りつつ、しかも斜め上方から歩兵を一方的に突くことが可能になり、圧倒的に有利になる。また馬に乗りつつ槍でなく剣を用いて接近戦で周囲の剣を持つ敵歩兵と対峙する時も、相対的に位置が高いので、自分の首・頭部周辺には敵の剣が届かないが、敵の首・頭部周辺には自分の剣が届くような、独特の間合いが生れ、自分の首・頭部は護りつつ、剣を低く振ることで周囲の歩兵の頭部・首を攻撃し致命傷を与えることが容易になる。また、馬という動物は大きいので、慣れない人間にとっては一般に、あまりに接近されると怖いものである。まして戦場で歩兵から見ると、馬という大きな生き物の上に人が乗りさらに大きな一体となって、武器を持ち、殺意を持って接近してくる状態は、非常に威圧感があり強い恐怖を感じさせ、平静心を失い普段より判断力が鈍るものである。つまり、物理的にも心理的にも、馬に乗って戦う側は圧倒的に有利になるのである。軍隊を所有しその指揮をとる王や、軍の中でもリーダー格の者（「将」）が馬に乗るようになり、有利な立場にたった、と考えられている。王族や貴族たちは、戦争を行う宿命にあり、ヨーロッパでは馬に乗ることに慣れその技術を向上させるために普段から馬に乗ったり、閲兵を行い自分たちの武力や地位や経済力を誇示したり暗示するためにさかんに馬に乗った。中世には騎士という身分も誕生した。
馬に乗って疾走しながら弓を使う騎射は非常に強力な手段である。人馬が時速数十kmほどの速度で接近して矢を放ちそのまま逃げ去る一撃離脱戦法は、歩兵の側からは対処が難しい。モンゴル人は、世界的に比較しても特に馬をたくみに乗りこなす民族であったが、モンゴル軍の騎馬軍団は騎射を主体とした機動戦により、世界各地の軍を圧倒して進軍をつづけ、はるかヨーロッパまで攻め込んで、モンゴル帝国を巨大な世界帝国にした。

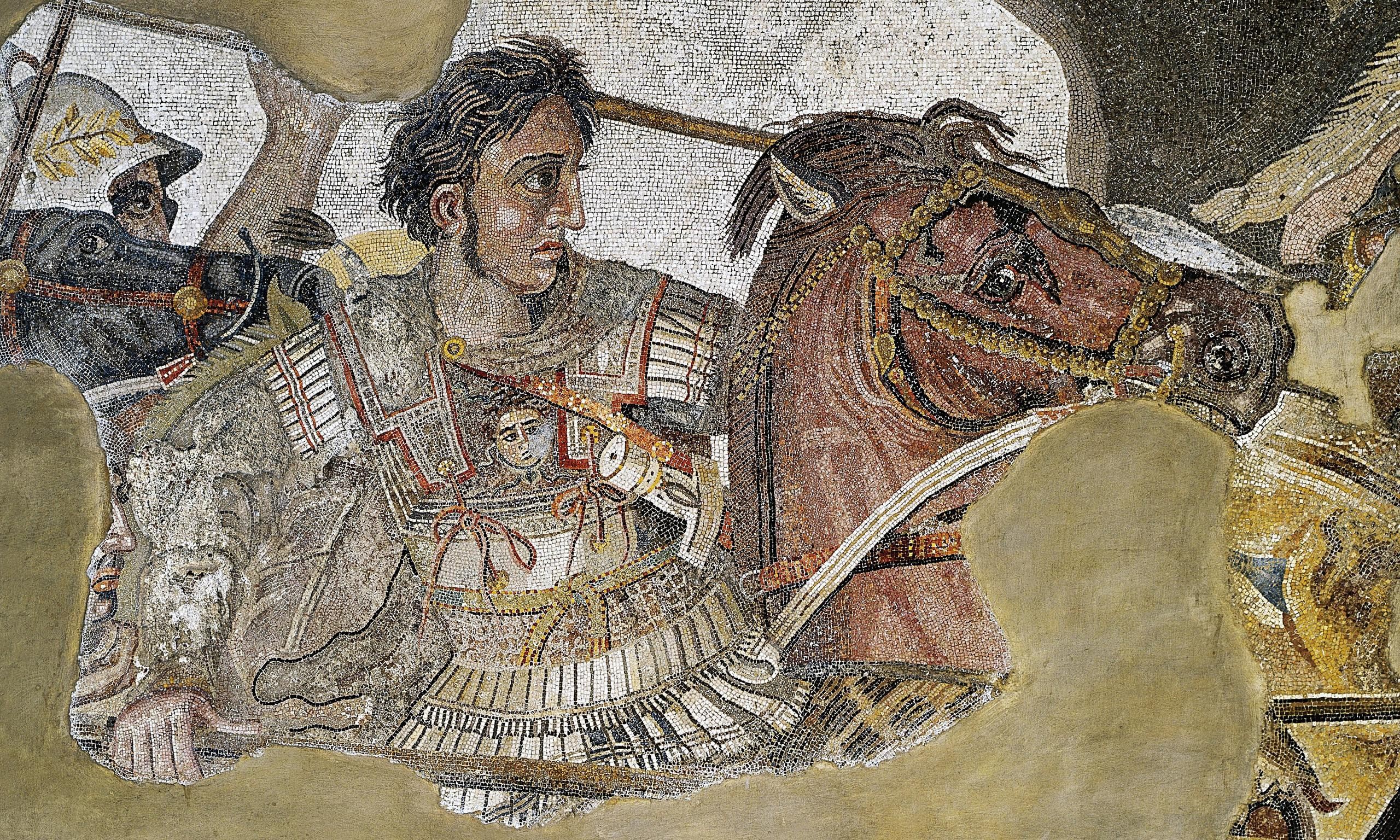
馬に乗り、自らの軍を率いて、ダレイオス王の軍と戦うアレクサンドロス大王
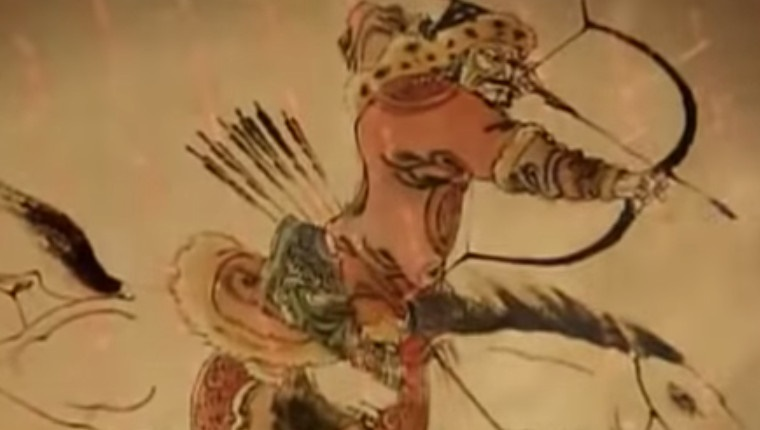
馬に乗りつつ、弓をひくモンゴル軍の兵士
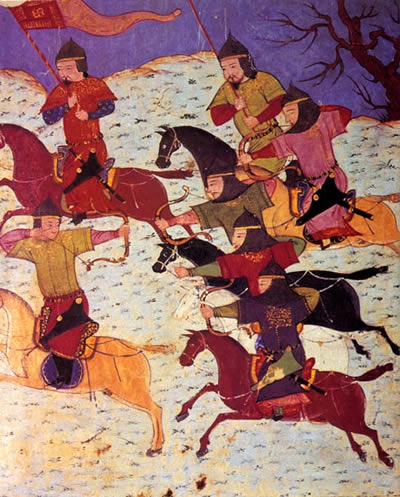
モンゴル軍
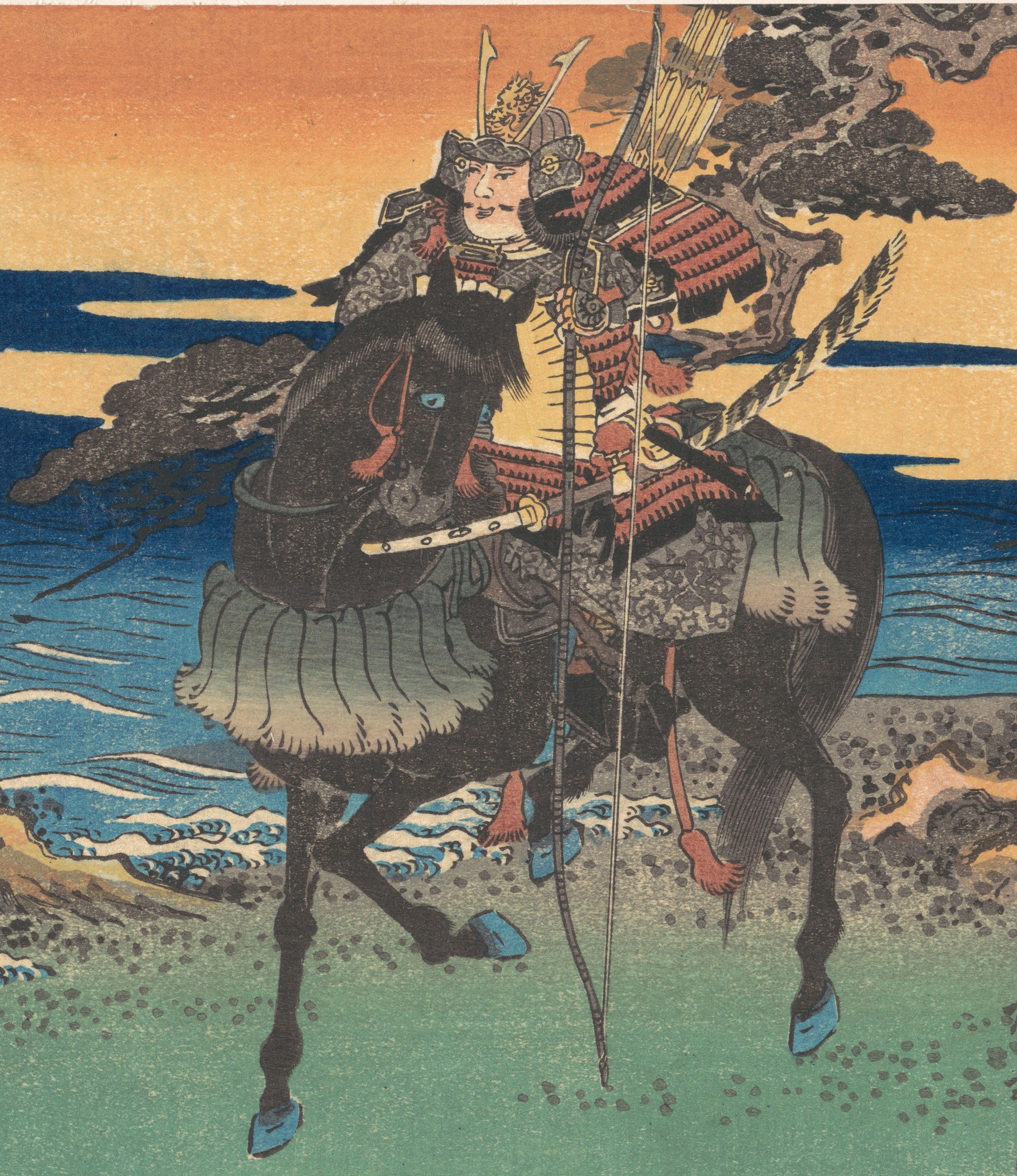
馬に乗る日本の武士

現代では、警察による警備や、広大な自然公園等での巡回にも用いられている。
現代では、乗馬は趣味やスポーツとして人々に楽しまれている。スポーツ競技としては、騎乗の正確さや活発さなどを競う馬術競技や、馬の速さ、着順を競う競馬、乗馬ホッケーとでもいうべきポロ、カウボーイの腕自慢から発展したロデオも行われている。また、競技にとらわれず、野外での乗馬を楽しむ外乗、逍遥乗馬や狐狩りに代表される猟騎、より身近には乗馬学校・乗馬クラブでの練習等、騎乗自体を楽しむためにも乗馬は幅広く親しまれている。また近年、乗馬による心身の癒やし効果の見地より、治療行為としての乗馬（ホースセラピー）がドイツやアメリカから始まって世界に広がりつつある。
「乗馬」という言葉は馬に乗ること全般を指す。なお、「馬術」「馬場競技」という別の言葉があるので、馬術や馬場競技と対比させつつ、「乗馬」は「楽しく馬に乗ること」に重点を置いて指すためにも用いられている。

### ギャラリー

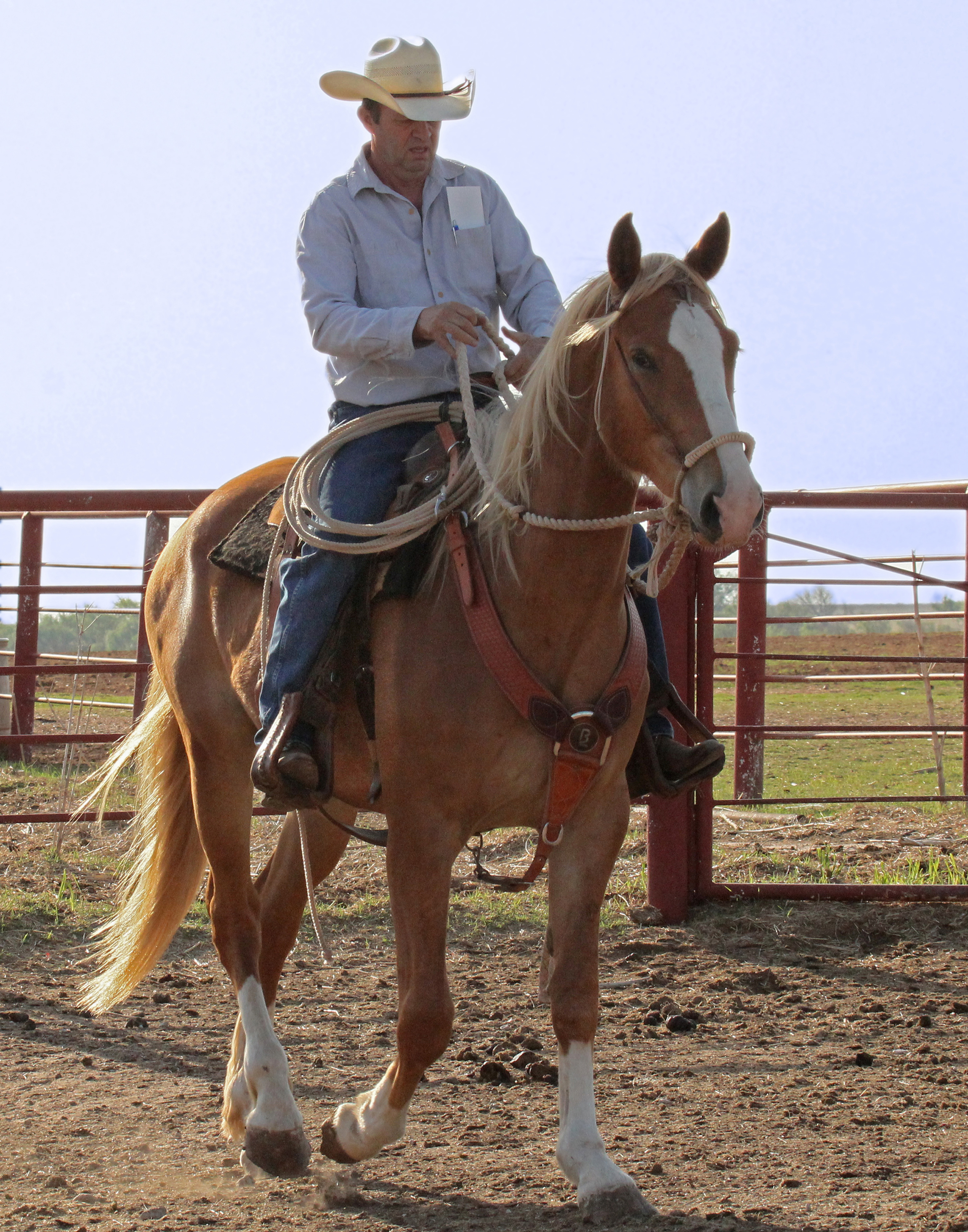
馬にのるカウボーイ（現代）
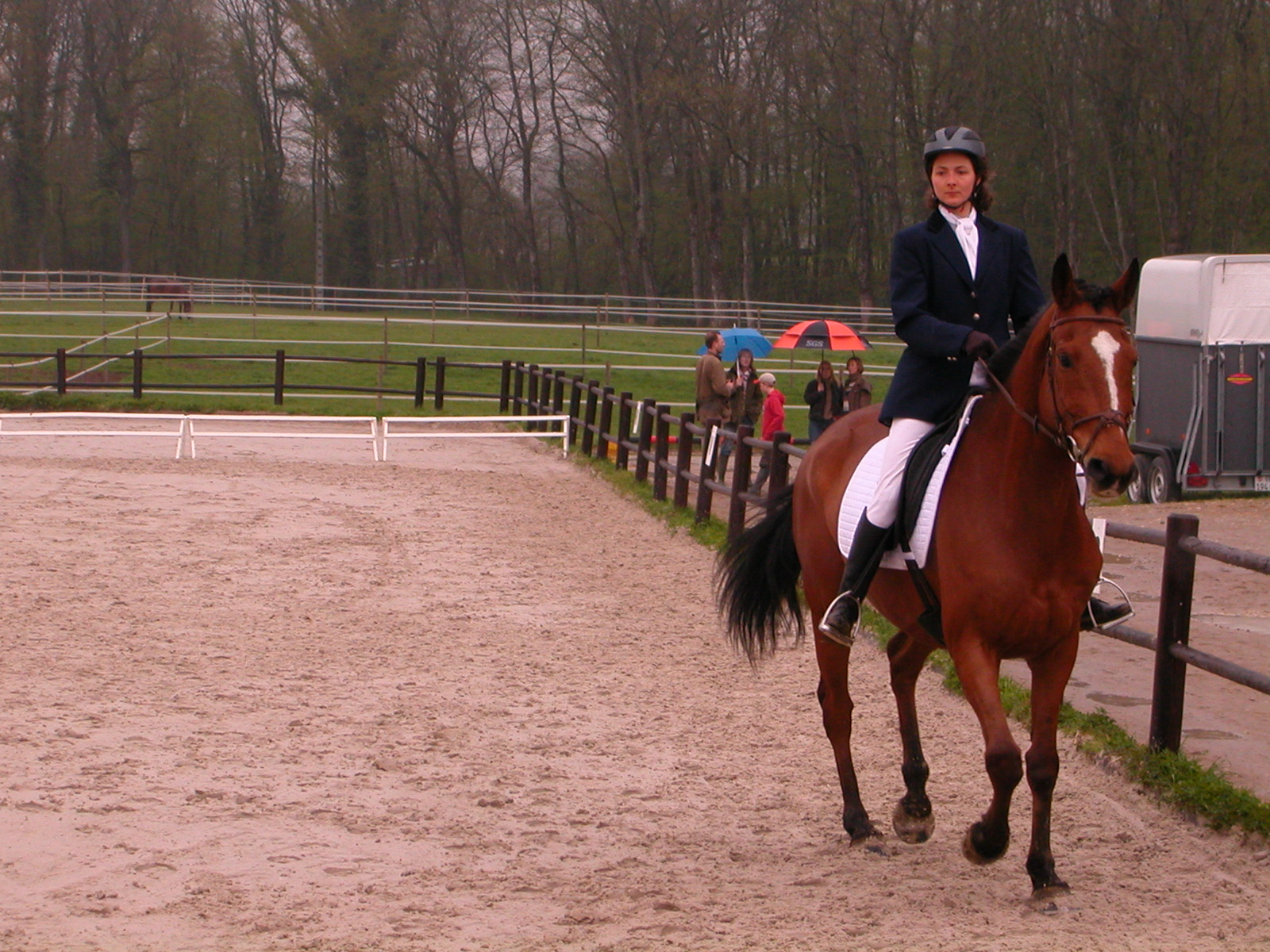
正面1
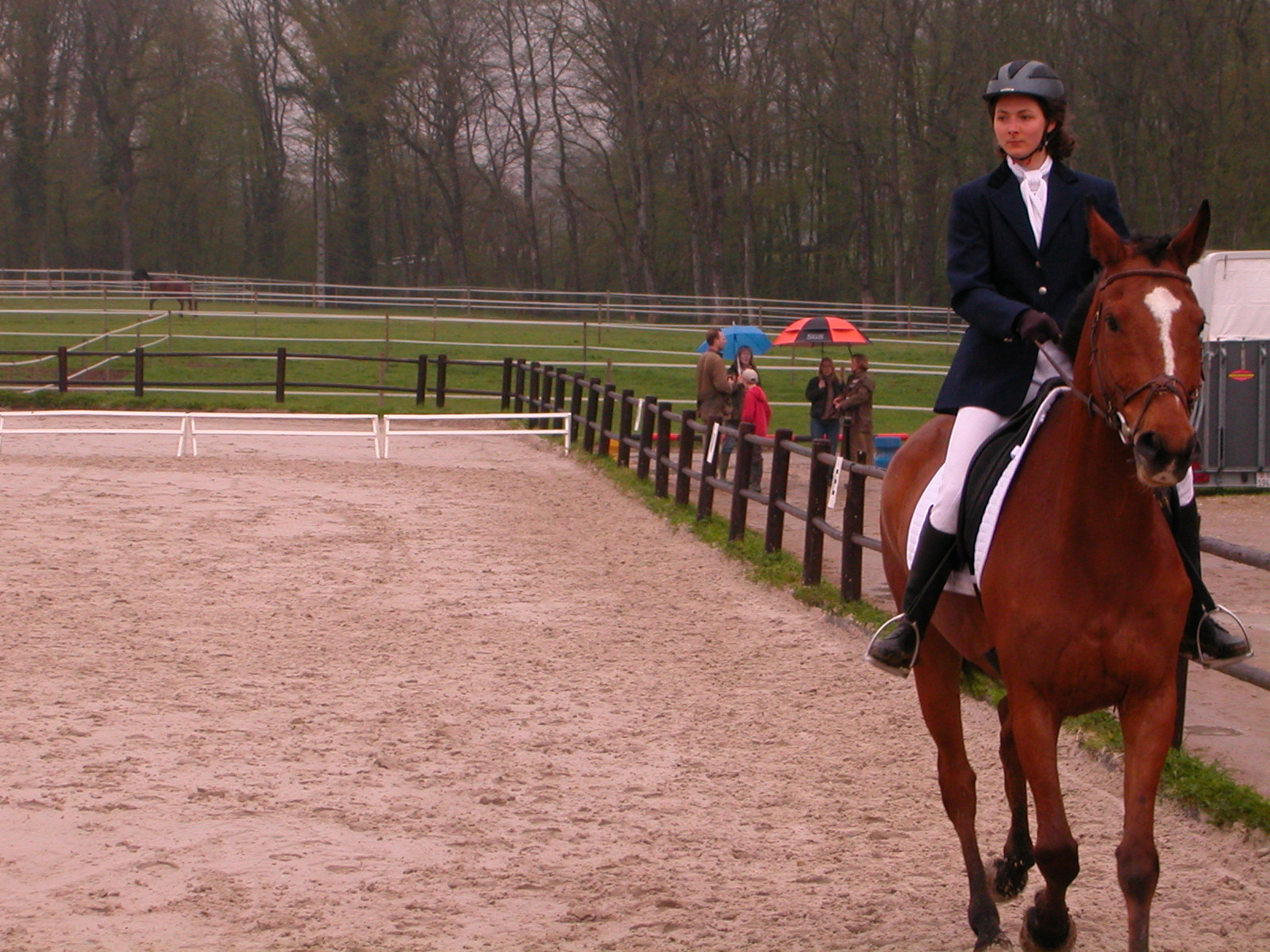
正面2
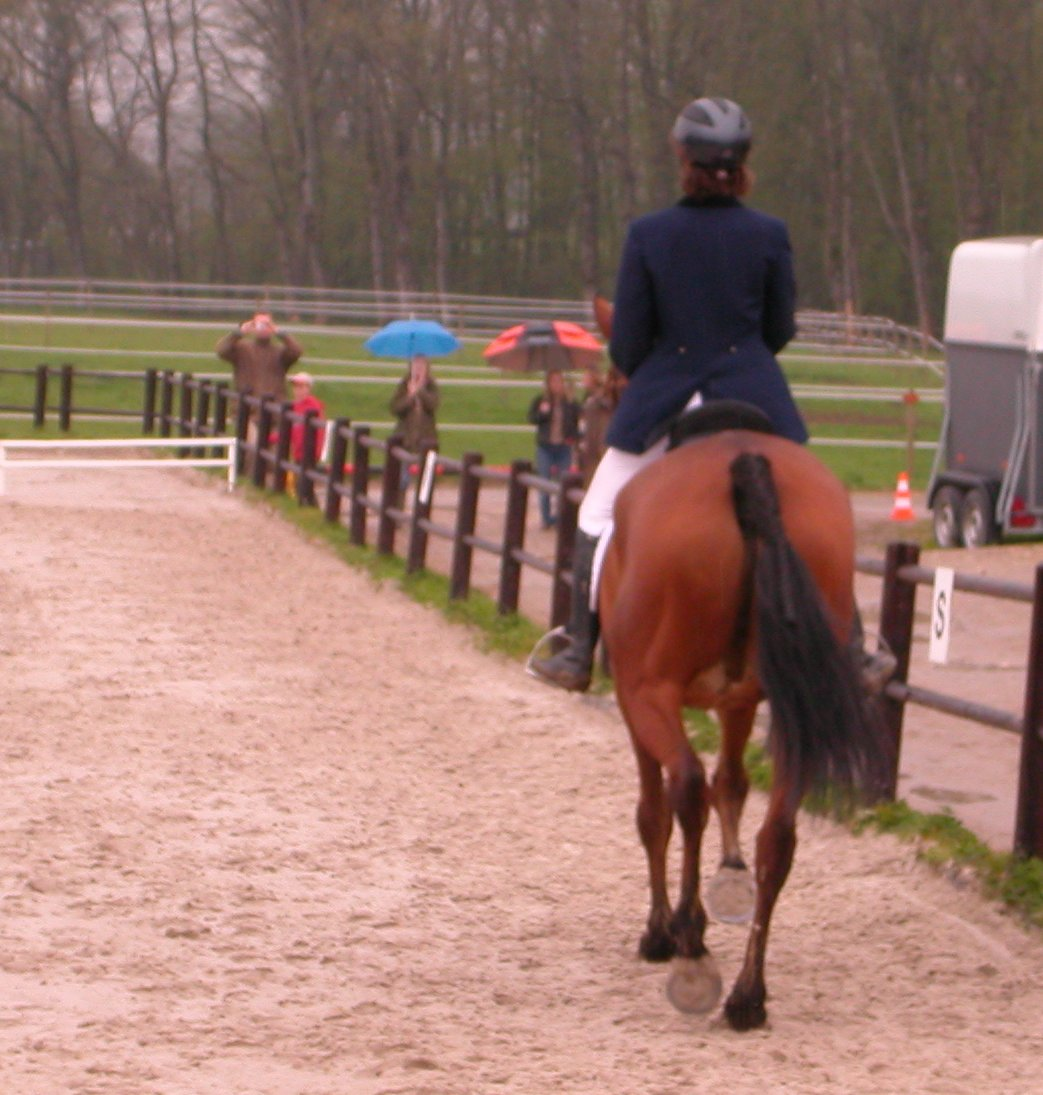
背後
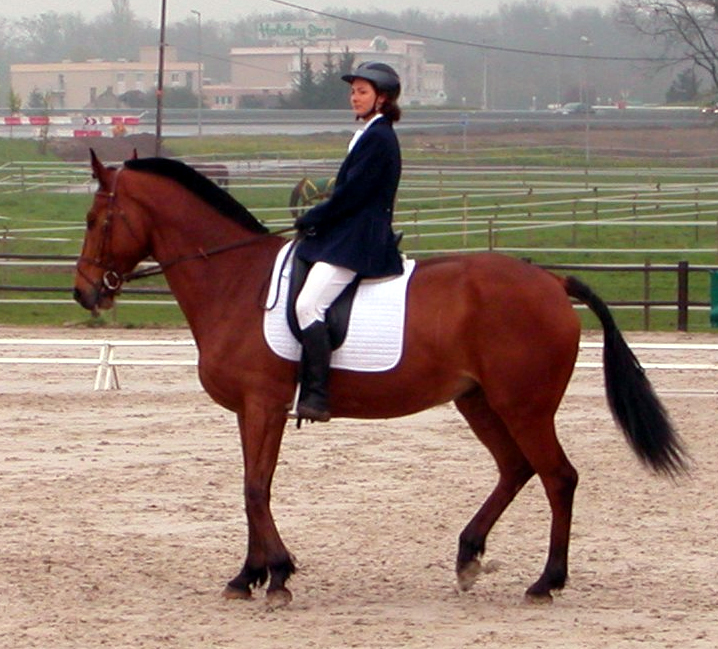
左側面

### 日本
古代 - 中世
古代の日本では蝦夷が騎射によりヤマト王権側を苦しめたとされる。
女性の乗馬事例としては、「宗教目的での乗馬」もあり（葵祭の「女人列」を参照）、『続日本紀』天平宝字8年（764年）10月30日条に、勅命で、東海・東山の「騎女（むまのりおんな）」を奉るよう指示が出された記述が見られる。また『今昔物語集』（12世紀前半成立）にも、女を馬に乗せ、男は徒歩で丹波国に向かう話がある他、『園太暦』（1311年～）にも「騎女（めき）」の記述が見られる。女性が軍事目的で乗馬をする例では、平安時代末期の巴御前や平安時代末期～鎌倉時代の坂額御前がいる。
中世・近世の日本になると、武士達は蝦夷の騎射技術を取り入れ、馬術と弓術を武芸として位置づけ「弓馬の道」と呼ぶようになった。
江戸時代
江戸時代になると法制度が整備され、乗馬は帯刀と同様に武士階級の特権となり、町人百姓は馬子など別の者に馬を引かせる場合に限って騎乗が許され、たとえ自分の馬でも自ら手綱を握ることはできなかった。江戸幕府の軍役規定では、職務で乗馬が許されていたのは200石（30トン）以上の御家人でなければならなかった）。また武家の年中行事の一つとして、1月2日に千石以下の騎馬の格の家で「乗馬始めの式」という儀式が行われた。別式と呼ばれる女性武芸者は馬術もたしなんでいた。
明治・大正時代
1871年（明治4年）になり、平民の乗馬が許可された。しかし、その後も民間の乗馬人口はさほど増えることはなく、馬術の大きな拠点は陸軍であった。
1916年（大正5年）、神戸市と長崎市内に乗馬クラブが誕生し、門戸が広がった。
昭和以降
日本では乗用馬を自宅で飼育する例はまれであり、ほとんどの場合は乗馬学校・乗馬クラブで騎乗することになる。とはいえ現代では乗馬機会の提供や技術習得を目的とした乗馬サークル、乗馬スクールなどの団体も多く設立されている。
- なお乗馬というのは陸上だけに限らず、水中においても行われる場合があり、たとえば日本では水馬（水中で馬の足の届かない状態から操り、泳がせる泳法馬術）がその例といえる。軍事面においても深い川を渡る際にはこうした技法が必要とされた。馬同士を横に繋げて川を渡ることを「馬筏」といい[9][10]、『広辞苑』（岩波書店）にも項目がある。

## 乗用馬
基本的には「乗用に用いられる馬」を指す。
馬と言っても様々な馬がおり、「乗用馬」は分類上は馬の一部のカテゴリにすぎない。
そもそもは、人に飼われていない「野生馬」という馬もいるのだが、たとえば人に飼われている馬でも、農業分野では、もっぱら（犂（プラウ）を引かせて畑をたがやすために用いられる馬もおり（「農耕馬」）、かつては、ヨーロッパなどでかなりの数がいた。荷車をひかせたり、背に荷物を乗せて運ばせる目的専用の馬（「荷役馬」）もいる。食用に供されることが主目的の馬（「食用馬」）もいる。それらと対比して「乗用馬」と呼ばれる。
中世ヨーロッパでは、雌馬や去勢馬は「聖職者や女性の乗り物」であり、騎士にはふさわしくないという認識があった。
また「競走馬」に対比して、乗馬クラブなどで乗用に使用される馬を「乗用馬」と呼ぶ場合がある。
乗用馬の頭数を全国で見ると、平成24年時点で5,150頭存在している（公益社団法人 全国乗馬倶楽部振興協会の統計による）。品種は日本ではサラブレッド、アングロアラブ、セルフランセ、クォーターホース、日本乗系種等が主体。

### 「乗馬への転身」の隠語
競走馬が成績不振で引退する場合、日本では身の振り方として乗馬と発表される場合が多い。その数は中央競馬・地方競馬合わせて年間2500頭にもなる（全抹消理由中第2位）。しかし、国内における乗馬需要はそれよりも小さく、相当数の元競走馬が仲介業者の手を経て家畜飼料・加工用として処分されている。こうした実態があり、多くが「殺処分」となることを、正直に、はっきり書いてしまうのを後ろめたく感じて、それをごまかすために「乗馬｣と隠語で用いることもある。